# بروکلین پارک (مریلند)
بروکلین پارک (به انگلیسی: Brooklyn Park) شهری در ایالت مریلند کشور ایالات متحده آمریکا است که جمعیت آن در سرشماری سال ۲۰۱۰ میلادی، ۱۴٬۳۷۳ نفر بوده‌است.